# Gasteruptiídeos

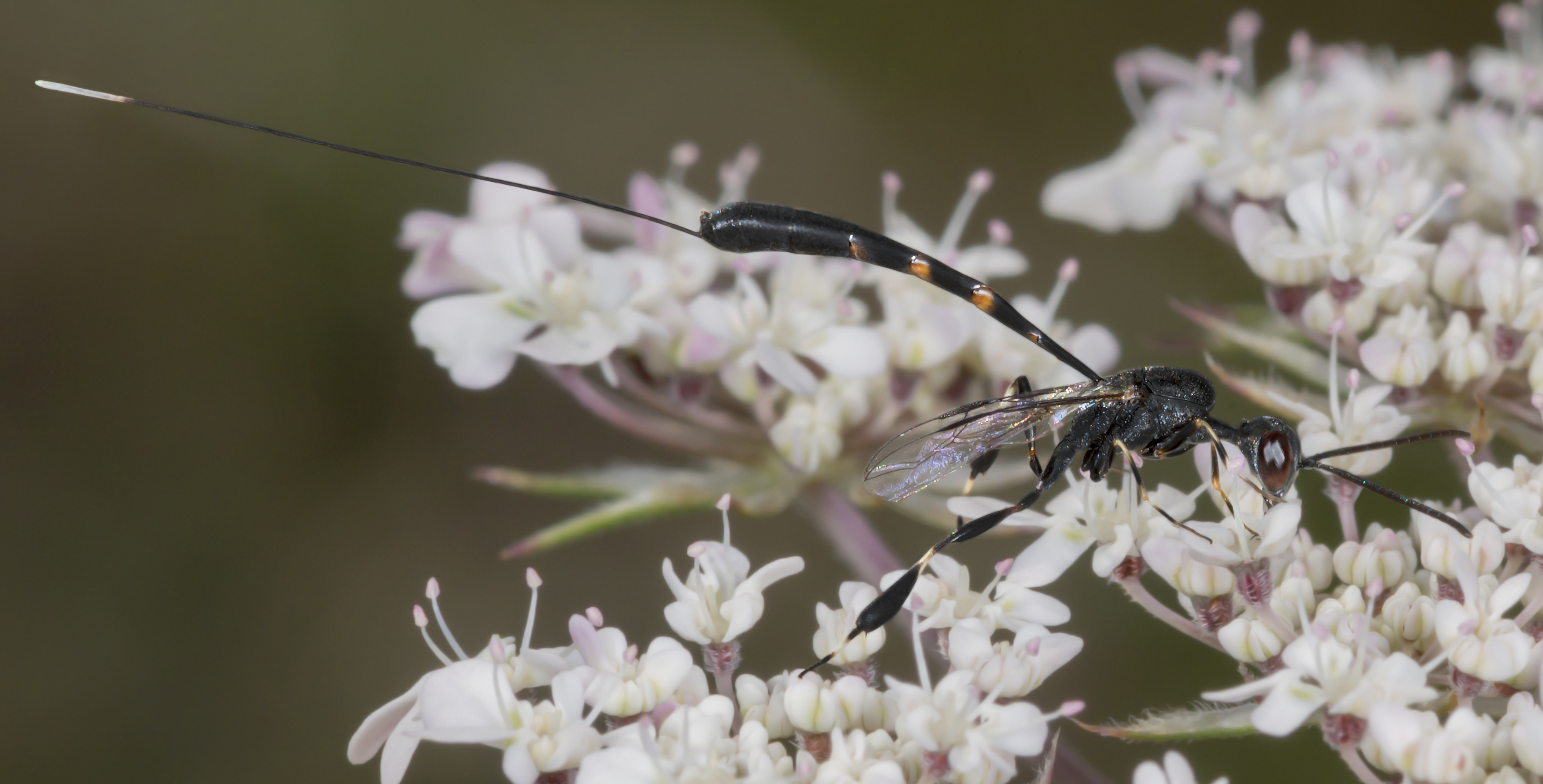
Um espécime de Gasteruptiidae, dá espécie G. jaculator.

Gasteruptiídeos (Gasteruptiidae) é uma família de vespas parasitoides da ordem de insetos Hymenoptera, que destaca-se por possuir algumas características marcantes. Em suma, são vespas de corpo alongado e bastante fino, quase sempre pretas, normalmente com o ovipositor aparente e longo. 

## Morfologia
Seu formato corporal destaca-se por apresentarem um "pescoço" bastante longo, formado por uma extensão da pró-pleura, aém da cabeça ovalada voltada para baixo e levemente para trás, portando grandes olhos compostos e antenas afiiladas; o mesossoma (tórax) é relativamente curto em relação ao longo metassoma que parte de cima deste tórax. As asas anteriores apresentam de seis a sete células fechadas, enquanto que as posteriores não apresentam nenhuma, e nem lóbulo jugal. As pernas traseiras chamam à atenção por serem maiores que as demais, portando tíbias inchadas em formato de porrete. As fêmeas normalmente portam um ovipositor bem evidente (exceção em alguns Hypdiogastrinae, como no gênero Pseudofoenus), por vezes mais longo do que todo o corpo. 
Podem ser confundidas com outra família de vespas parasitoides mais distante, Stephanidae, da qual podem ser ser facilmente distinguidas pela ausência de protuberâncias em formato de  dentes no topo da cabeça, além das antenas e venação das asas serem um pouco diferentes. Também pode ser confundidas com a família de vespas parasitoides mais próxima, Aulacidae, das quais diferem pelo formato corporal ser bem mais fino e alongado e pelas pernas traseiras engrossadas, além de não possuírem veias transversais fechando células na região anal da asa anterior.

## Biologia geral
Insetos muito pouco estudados, carecendo de dados sobre as espécies neotropicais. São vespas parasitoides que atacam ninhos de vespas (esfeciformes) e abelhas solitárias que nidificam na madeira, onde colocam seus próprios ovos, cujas próprias larvas predam tudo que encontrarem dentro da célula do ninho (desde ovos, das larvas até as presas de provisão). Atacam as famílias Sphecidae, Vespidae, Apidae (incluindo Antophoridae), Colletidae e Megachillidae. 
Pode-se interpretar que agem como um parasitoide idiobionte ectoparasita sobre os ovos e larvas de seu hospedeiro, e como um cleptoparasita sobre as presas armazenadas. 

## Taxonomia
No passado, muitos especialistas tratavam Gasteruptiidae como uma subfamília junto com Aulacidae, mas atualmente ambas são entendidas como famílias de vespas distintas. As relações filogenéticas com Evaniidae são ainda um assunto debatido por especialistas (vide Evanioidea).

## Gêneros
Atualmente conta com cerca de 500 espécies descritas pelo mundo, distribuídas dentre duas subfamílias: Gasteruptiinae e Hyptiogastrinae. O gênero Gasteruption é o mais cosmopolita, sendo especialmente diverso na Austrália, onde estão atualmente descritas 109 espécies. Na América do Sul, estão registrado apenas no Paraguai, norte da Argentina e no sudeste brasileiro; na América do Sul há registros oficiais para Plutofoenus, Spinolafoenus e Trilobitofoenus. No Brasil, encontram-se registradas 16 espécies pertencentes a 4 gêneros e duas subfamílias.
- Gasteruptiinae Ashmead, 1900
  - Gasteruption Latreille, 1777
  - Plutofoenus Kieffer, 1911
  - Spinolafoenus Macedo, 2009
  - Trilobitofoenus Macedo, 2009
- Hyptiogastrinae
  - Hyptiogaster Kieffer, 1903
  - Pseudofoenus Kieffer, 1902

As seguintes linhagens fósseis são conhecidas:
- †Hypselogastriinae
  - †Hypselogastrion Engel & Wang, 2016 Burmese amber, Myanmar, meados do Cretáceo (Albiano - Cenomaniano)
- †Kotujellitinae
  - †Kotujellites Rasnitsyn 1990 âmbar de Taimyr, Russia do fim do Cretaceo (Cenomaniano)
  - †Kotujisca Rasnitsyn 1991 Andaikhudag Formation, Mongolia, início do Cretaceo (Hauteriviano-Barremiano)